# نامه یعقوب

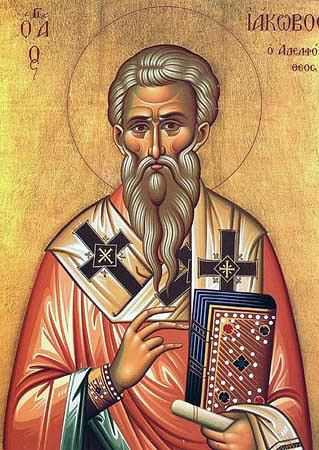
یعقوب آنچنان که از آثار و اندیشه هایش برمی آید دین را بن مایه عملی رفتارهای انسانی در دنیا معرفی میکند و منتقدی برای مکاتب دینداری عزلت نشین و دوری کننده از جامعه میباشد

نامهٔ یعقوب که یکی از بخش های عهدجدید است، از تعالیم عملی که به احتمال زیاد، خطاب به مسیحیان یهودی‌نژادی نوشته شده‌ است که در سرزمین‌های اطراف اسرائیل پراکنده بودند.
از ویژگی‌های برجستهٔ این نامه، می‌توان به این موارد اشاره کرد: ۱) آب و رنگ یهودی؛ ۲) تأکید بر مسیحیت عملی و ایمانی که اصالت خود را در اعمال فرد مؤمن نشان می‌دهد؛ ۳) بازتاب موعظهٔ سر کوه؛ ۴) شباهت به کتاب امثال سلیمان و ۵) نثر یونانی شیوا.
در نگاه سطحی به رسالۀ یعقوب (منسوب به یعقوب، برادر عیسی مسیح) و رساله های پولس، این طور به نظر می‌رسد که تعالیم این دو رسول مسیحی در خصوص "رستگاری" در تقابل با هم ایستاده باشند، حال آن‌که اینطور نیست؛ هر دوی این رساله‌ها در عهدجدید و بخشی از کتاب مقدس هستند. مسیحیان متوجه این موضوع بوده‌‌اند، که آموزه‌های رسالۀ یعقوب و رساله‌های پولس با هم ناسازگاری نبوده، بلکه مکمّل هم هستند. به عبارت دیگر و خلاصه:
- رساله های پولس: رستگاری انسان و مشمولِ نجاتِ خداوند شدن، فقط و فقط به وسیلۀ ایمان به "محبت خدا" به دست می‌آید[۳]. اما این به این معنی نیست که انسان دارای رستگاری، نیازی به اعمال نیک ندارد، چرا که در رساله های پولس به صراحت و بارها به انجام دادن اعمال نیک و انجام ندادن اعمال گناه آلود تاکید شده است[۴][۵][۶][۷][۸]. در واقع آن جایی که رساله‌های پولس از "ایمان به عنوان تنها راه نجات" یاد کرده اند، به "عامل رستگاری" اشاره دارند و نه "علائم و خصایص رفتاری یک مؤمن مسیحی".
- رسالۀ یعقوب: انسانی که نجات و رستگاری الهی شامل حال او شده، باید این را در اعمال خود نیز نشان دهد. ایمان داشتن به خدای یگانه، بدون انجام دادن عمل نیک، نشان دهندۀ این موضوع است که او دارای نجات الهی و رستگاری نیست[۹] بلکه ایمان او یک ایمان مُرده است[۱۰]. در واقع آن جایی که رسالۀ یعقوب از "اعمال نیک" یاد کرده است، به "علائم و خصایص رفتاری یک مؤمن مسیحی"اشاره دارند و نه "عامل رستگاری".

در نتیجه یک مؤمن مسیحی حقیقی از جمع این دو آموزه به این نتیجه می‌رسد که: انسان فقط و فقط به وسیلۀ ایمان به خداست که به رستگاری می‌رسد، امّا ایمان او قطعاً اعمال نیک را به عنوان نشانه‌های رستگاری و نجات الهی به دنبال خود خواهد آورد. تنها ایمان به خداست که باعث رستگاری و نجات است، اما ایمان تنها نیست بلکه عمل را به دنبال خواهد آورد.

## تقسیم‌بندی کلّی
1. مقدمه (۱:۱)
2. ایمان و حکمت (۱:۲-۸)
3. فقر و ثروت (۱:۹-۱۱)
4. آزمایش و وسوسه (۱:۱۲-۱۸)
5. شنیدن و عمل کردن (۱:۱۹-۲۷)
6. هشدار علیه تبعیض (۲:۱-۱۳)
7. ایمان و اعمال (۲:۱۴-۲۶)
8. مسئلهٔ زبان (۳:۱-۱۸)
9. مسیحی و جهان (۴:۱ تا ۵:۶)
10. تعالیم گوناگون (۵:۷-۲۰)